# Cleomenes modicatus
Cleomenes modicatus är en skalbaggsart som beskrevs av Holzschuh 1995. Cleomenes modicatus ingår i släktet Cleomenes och familjen långhorningar. Inga underarter finns listade i Catalogue of Life.